# Парфёнов, Иван Иванович
Иван Иванович Парфёнов — российский офицер, командир 17-й егерский полка.

## Биография
В 1794 году 16-летний Иван Парфёнов начал на службе капралом 4-й батальона Кубанского Егерского корпуса. 1797 года поступил в состав унтер-офицеров 18-й егерский полка, где, через два года произведен в подпоручики. Боевая служба Ивана Парфёнова началось с персидской войны 1796 году. В чине поручика принимал участии в бамбакской экспедиции. Под Гянджею командовал ротою и за штурм 3 (15) января 1804 года награжден орденом Святой Анны 3-й ст. В 1805 г. произведен в чин майора. Спустя два года произведен в чин подполковника.